# Nikola Ilov
Nikola Vasilev Ilov (in bulgaro Никола Василев Илов?; Pleven, 30 aprile 1932 – ...) è stato un cestista bulgaro.

## Carriera
Con la Bulgaria ha disputato due edizioni dei Giochi olimpici (Melbourne 1956, Roma 1960) e i Campionati europei del 1959.